# Hôtel de ville de Sedan
L'hôtel de ville de Sedan est en fait l'ancien hôtel de ville situé à Sedan, en France.

## Localisation
L'hôtel de ville est situé sur la commune de Sedan, dans le département français des Ardennes.

## Historique
Datant du début du XVIIe siècle, édifiée par l'architecte Salomon de Brosse également à l'origine du Palais des Princes de Sedan .
Le bâtiment fut construit dans le but de fournir un grand bâtiment municipal à la principauté sedanaise.
L'édifice abrita des locaux et la bibliothèque de l'Académie destinée à la formation de pasteurs protestants. 
L'édifice est inscrit au titre des monuments historiques en 1996.
En 2023, le bâtiment est inoccupé et assez délabré.